# Zheng Tianxiang
Zheng Tianxiang (en chino tradicional, 鄭天翔; en chino simplificado, 郑天翔; pinyin, Zhèng Tiānxiáng, 1 de agosto de 1914 - 10 de octubre de 2013) fue un político chino y fue el presidente del Tribunal Popular Supremo de China.

## Biografía
Zheng nació en Mongolia Interior. Se educó en la Universidad de Tsinghua 1935-1937.
Fue miembro de la Comisión Central de Asesoramiento 1982-1992, y fue el presidente del Tribunal Popular Supremo de China 1983-1988.